# V legislatura del Regno di Sardegna

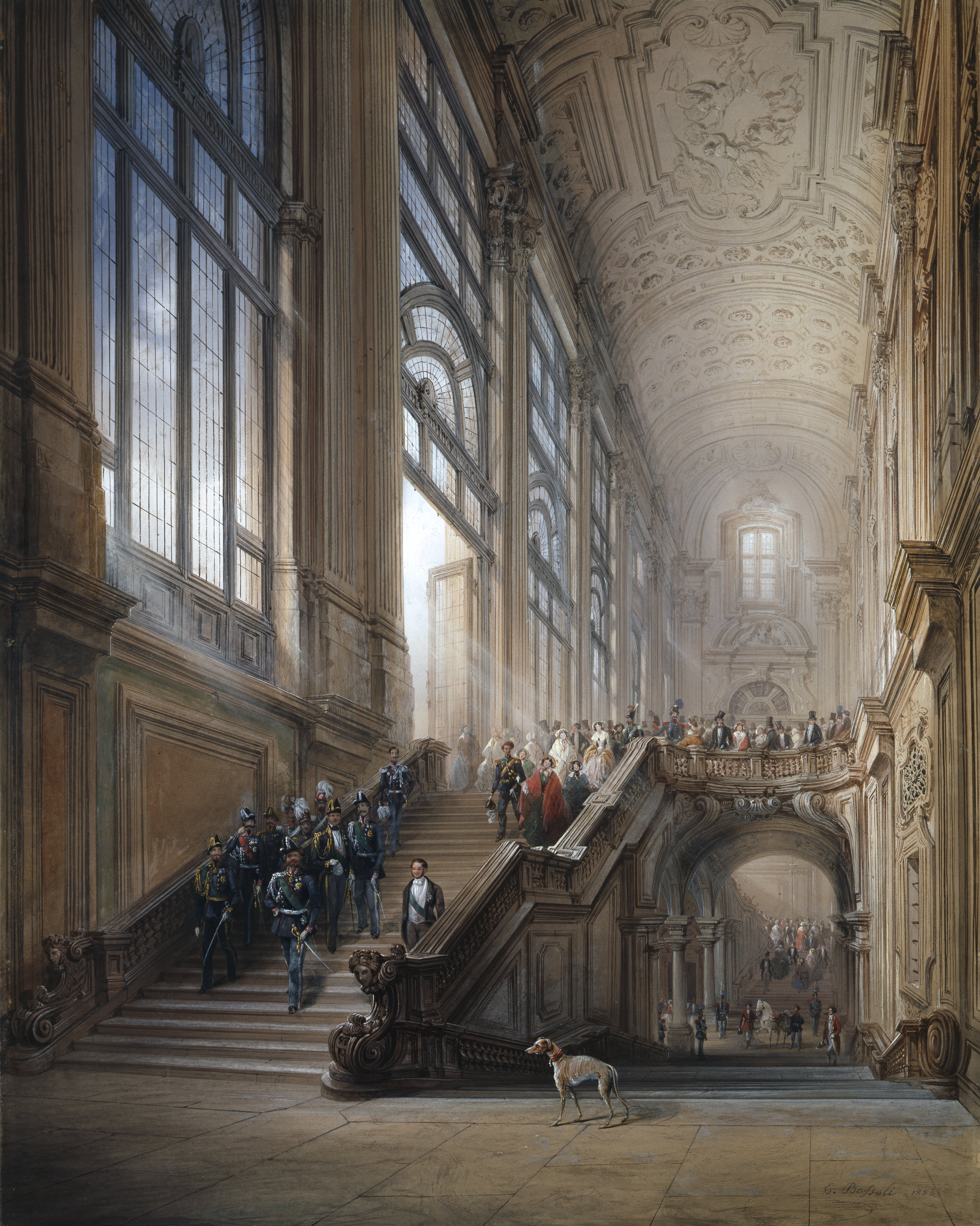
Re Vittorio Emanuele II, Cavour, i Ministri e la Corte scendono lo scalone di Palazzo Madama (Torino) dopo l’inaugurazione della V Legislatura subalpina, 1853

La V legislatura del Regno di Sardegna ebbe inizio il 19 dicembre 1853 e si concluse il 25 ottobre 1857.

## Elezioni
Il r.d. n. 1622 del 20 novembre 1853 indiceva le elezioni generali per la Camera dei Deputati nei giorni 8 e 11 dicembre 1853. Le elezioni si effettuarono a scrutinio uninominale a suffragio ristretto, secondo la legge in vigore (n. 680 del 17 marzo 1848). Gli elettori chiamati alle urne, nei 204 collegi, furono 90.839 (il 2,10% della popolazione residente) e i votanti (al primo scrutinio) 54.495 (il 60% degli aventi diritto).
Aperta in Torino il 19 dicembre 1853, la legislatura durò tre anni, dieci mesi e sette giorni ed ebbe tre sessioni (come concesso e disciplinato dall'art. 9 dello Statuto albertino). La prima sessione fu prorogata il 16 luglio 1854 (r.d. n. 5) e chiusa il 29 maggio 1855 con il regio decreto n. 881. La seconda sessione fu aperta il 12 novembre 1855 (r.d. n. 1112 del 5 ottobre 1855) e chiusa il 16 giugno 1856 (r.d. n. 1643). La terza, aperta il 7 gennaio 1857 (r.d. n. 1911 del 23 novembre 1856), fu dichiarata chiusa con il r.d. del 16 luglio 1857 n. 2303.
La Camera dei Deputati fu sciolta il 25 ottobre 1857 con il r.d. n. 2508.

## Governi
Governi formati dai Presidenti del Consiglio dei ministri su incarico reale.
1. Governo Cavour I (4 novembre 1852 - 4 maggio 1855), presidente Camillo Benso, conte di Cavour
2. Governo Cavour II (4 maggio 1855 - 19 luglio 1859), presidente Camillo Benso, conte di Cavour

## Parlamento Subalpino

### Camera dei Deputati
I sessione
- Presidente
  - Carlo Bon Compagni di Mombello, nominato il 26 dicembre 1853 (74 voti su 107)
- Vicepresidenti
  - Gaspare Benso, nominato il 26 dicembre 1853 (73 voti su 102)
  - Giovanni Lanza, nominato il 26 dicembre 1853 (69 voti su 102)

II sessione
- Presidente
  - Carlo Bon Compagni di Mombello, nominato il 14 novembre 1855 (53 voti su 104)
- Vicepresidenti
  - Carlo Cadorna, nominato il 15 novembre 1855 (61 voti su 106)
  - Guglielmo Moffa di Lisio Gribaldi, nominato il 15 novembre 1855 (56 voti su 106)

III sessione
- Presidente
  - Carlo Cadorna, nominato l'8 gennaio 1857 (70 voti su 119)
- Vicepresidenti
  - Guglielmo Moffa di Lisio Gribaldi, nominato l'8 gennaio 1857 (69 voti su 115), dimesso dalla carica il 9 gennaio 1857
  - Giuseppe Sappa, nominato l'8 gennaio 1857 (56 voti su 106, ballottaggio in terza votazione)
  - Sebastiano Tecchio, nominato il 9 gennaio 1857 (55 voti su 108, ballottaggio in terza votazione)

Nella legislatura la Camera tenne 477 sedute.

### Senato del Regno
I sessione
- Presidente
  - Giuseppe Manno, nominato con regio decreto del 15 dicembre 1853
- Vicepresidenti
  - Cesare Alfieri di Sostegno, nominato con regio decreto del 15 dicembre 1853
  - Giacomo Plezza, nominato con regio decreto del 15 dicembre 1853

II sessione
- Presidente
  - Cesare Alfieri di Sostegno, nominato con regio decreto dell'8 novembre 1855
- Vicepresidenti
  - Luigi des Ambrois de Nevache, nominato con regio decreto dell'8 novembre 1855
  - Giuseppe Siccardi, nominato con regio decreto dell'8 novembre 1855

III sessione
- Presidente
  - Cesare Alfieri di Sostegno, nominato con regio decreto del 26 dicembre 1856
- Vicepresidenti
  - Luigi des Ambrois de Nevache, nominato con regio decreto del 26 dicembre 1856
  - Giuseppe Siccardi, nominato con regio decreto del 26 dicembre 1856

Nella legislatura il Senato tenne 184 sedute.

### Atti parlamentari
- Sessione del 1853-54. Documenti, vol. 1, Firenze, 1869.
- Sessione del 1853-54. Documenti, vol. 2, Firenze, 1869.
- Sessione del 1853-54. Documenti, vol. 3, Firenze, 1869.
- Sessione del 1853-54. Discussioni della Camera dei Deputati, vol. 1, Firenze, 1869.
- Sessione del 1853-54. Discussioni della Camera dei Deputati, vol. 2, Firenze, 1870.
- Sessione del 1853-54. Discussioni della Camera dei Deputati, vol. 3, Firenze, 1870.
- Sessione del 1853-54. Discussioni della Camera dei Deputati, vol. 4, Firenze, 1870.
- Sessione del 1853-54. Discussioni del Senato del Regno, Firenze, 1870.
- Sessione del 1855-56. Documenti, vol. 1, Firenze, 1870.
- Sessione del 1855-56. Documenti, vol. 2, Firenze, 1870.
- Sessione del 1855-56. Discussioni della Camera dei Deputati, vol. 1, Firenze, 1871.
- Sessione del 1855-56. Discussioni della Camera dei Deputati, vol. 2, Roma, 1872.
- Sessione del 1855-56. Discussioni del Senato del Regno, Roma, 1872.
- Sessione del 1857. Documenti, vol. 1, Roma, 1872.
- Sessione del 1857. Documenti, vol. 2, Roma, 1872.
- Sessione del 1857. Discussioni della Camera dei Deputati, vol. 1, Roma, 1873.
- Sessione del 1857. Discussioni della Camera dei Deputati, vol. 2, Roma, 1873.
- Sessione del 1857. Discussioni della Camera dei Deputati, vol. 3, Roma, 1874.
- Sessione del 1857. Discussioni del Senato del Regno, Roma, 1874.